# David Arquette

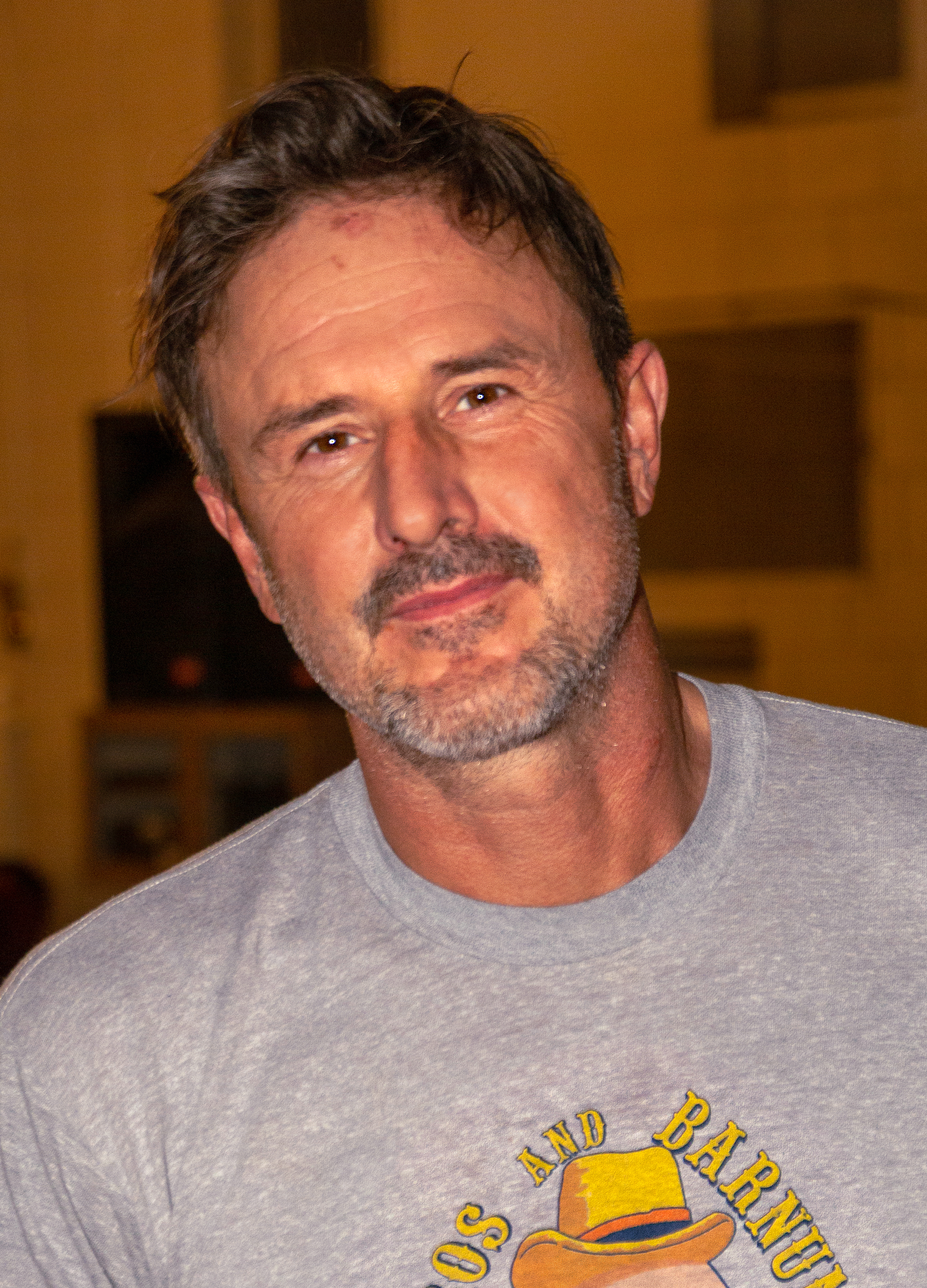
David Arquette (2019)

David Arquette (* 8. September 1971 in Winchester, Virginia) ist ein US-amerikanischer Schauspieler.

## Leben
Sowohl sein Großvater Cliff und sein Vater Lewis als auch seine Geschwister Patricia, Rosanna, Alexis und Richmond waren bzw. sind Schauspieler.
David Arquette absolvierte eine Ausbildung bei der Second City Theatre Group und begann seine Karriere 1990 mit Francis Ford Coppolas Fernsehserie The Outsiders.
Bekannt wurde er vor allem durch seine Darstellung des naiven Polizisten Dewey der Scream-Horrorfilm-Reihe. Bei den Dreharbeiten zum ersten Teil (1996) lernte er seine spätere Frau Courteney Cox, bekannt aus der US-Sitcom Friends, kennen. Sie heirateten 1999, am 13. Juni 2004 kam die gemeinsame Tochter zur Welt. Im Oktober 2010 gaben David und Courteney ihre Trennung bekannt. In der Serie Cougar Town (2009–2014) mit Cox in der Hauptrolle war Arquette neben Cox einer der Produzenten, zudem trat er der letzten Folge der dritten Staffel auch als Schauspieler in Erscheinung.
Im Jahr 2011 war er in Scream 4 erneut neben Courteney Cox und Neve Campbell zu sehen. 2022 folgte mit Scream der fünfte Teil der Reihe. In Scream VI von 2023 war seine Figur lediglich durch Ausschnitte aus den vorherigen Filmen zu sehen.
Im Deutschen wird er häufig von Frank Röth und Dietmar Wunder synchronisiert; ersterer übernahm die Funktion in der Scream-Reihe. Abseits dessen hatte er im 2022 erschienenen Videospiel The Quarry eine Nebenrolle inne, welcher er sowohl seine Stimme als auch sein Aussehen lieh; seine deutsche Stimme stammt hierbei von Erik Schäffler.
David Arquette ist auch als Regisseur und Komponist tätig. In seiner Freizeit tourt er häufig mit seiner Band Ear 2000 durch die USA.
Um den Film Ready to Rumble zu bewerben, trat David Arquette im April 2000 mehrfach bei der Wrestling Promotion WCW auf. Obwohl er keine Erfahrung in Sachen Wrestling hatte und nur einfache Anfänger-Aktionen zeigte, wurde er im April 2000 WCW World Heavyweight Champion. Diese Entscheidung der Führung der WCW wird noch heute in vielen Internetforen verspottet und als der Tod der Liga angesehen. Den Titel hielt Arquette zwölf Tage.
2020 wurde mit You Cannot Kill David Arquette eine Dokumentation über ihn veröffentlicht.

## Filmografie (Auswahl)
als Darsteller
- 1990: The Outsiders (Fernsehserie, 13 Folgen)

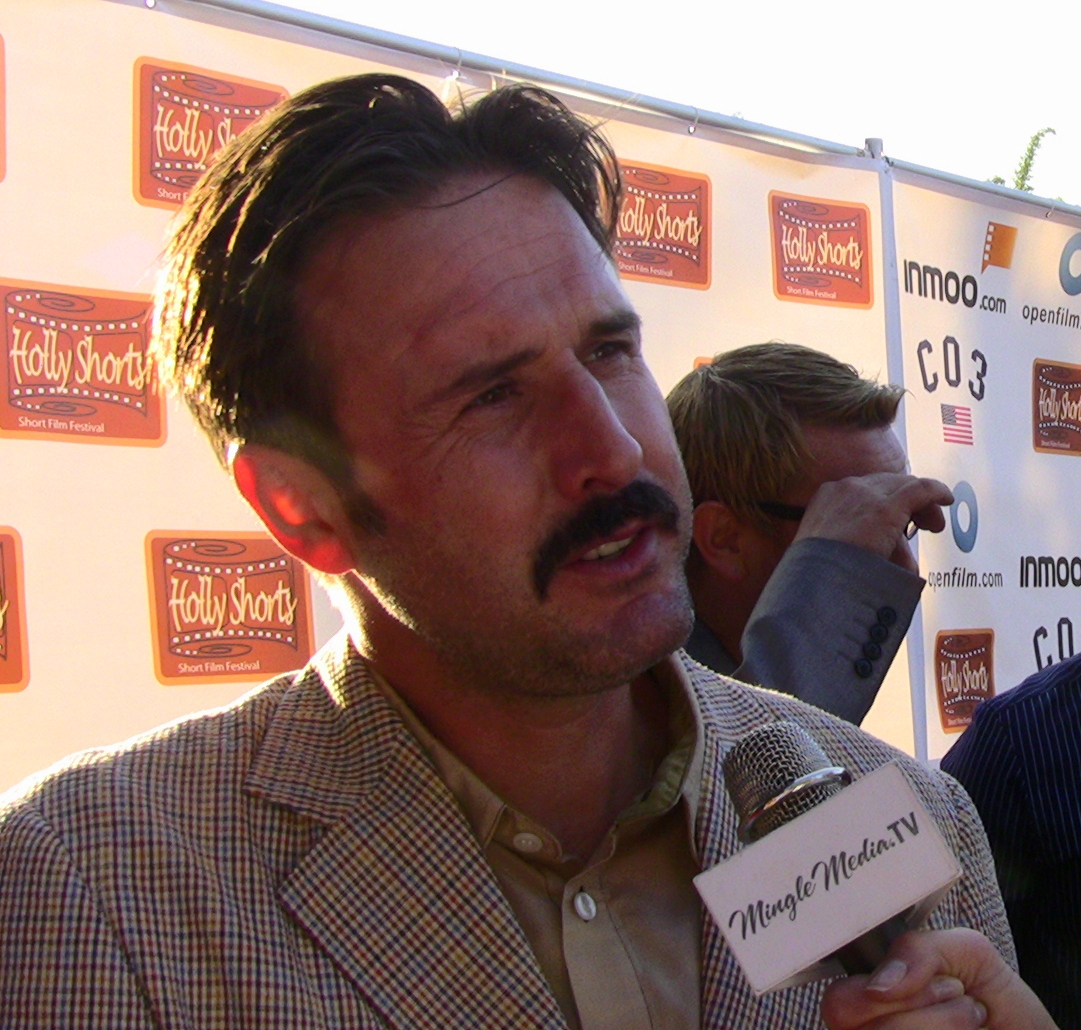
David Arquette (2010)

- 1992: Straßenkinder (Where the day takes you)
- 1992: Das Gift des Zweifels (Cruel Doubt)
- 1992: Buffy – Der Vampir-Killer (Buffy the Vampire Slayer)
- 1993: The Killing Box
- 1993: Roadflower
- 1994: Bad Boys Never Die (Roadracers)
- 1994: Airheads
- 1995: Fall Time – Blutiger Herbst (Fall Time)
- 1995: Wild Bill
- 1996: Johns
- 1996: Friends (Fernsehserie, Folge 3x03)
- 1996: Scream – Schrei! (Scream)
- 1996: Dead Man’s Walk – Der tödliche Weg nach Westen (Dead Man's Walk, Miniserie)
- 1997: Heavens Door
- 1997: Scream 2
- 1998: Free Money
- 1998: Speedrider – Die Jagd nach dem Wunderauto (RPM)
- 1999: Ungeküsst (Never Been Kissed)
- 1999: Muppets aus dem All (Muppets from Space)
- 1999: Ravenous – Friss oder stirb (Ravenous)
- 2000: Scream 3
- 2000: Ready to Rumble
- 2001: Crime is King (3000 Miles to Graceland)
- 2001: Die Grauzone (The Grey Zone)
- 2001: Wahnsinn auf zwei Beinen (The Shrink is In)
- 2001: Spot - Ein Hund auf Abwegen (See Spot Run)
- 2002: Arac Attack – Angriff der achtbeinigen Monster (Eight-Legged Freaks)
- 2002: Das größte Muppet Weihnachtsspektakel aller Zeiten (It’s a Very Merry Muppet Christmas Movie)
- 2003: A Foreign Affair
- 2004: Never Die Alone
- 2004: Riding the Bullet
- 2005: Die Abenteuer von Shark Boy und Lava Girl (The Adventures of Shark Boy and Lava Girl in 3-D)
- 2006: The Darwin Awards
- 2006: Die Zeitbombe (Time Bomb)
- 2008: Hamlet 2
- 2008: My Name Is Earl (Fernsehserie, 1 Folge)
- 2008–2009: Pushing Daisies (Fernsehserie, 4 Folgen)
- 2011: Medium – Nichts bleibt verborgen (Medium, Fernsehserie, Folge 7x11)
- 2011: Scream 4
- 2012: Cougar Town (Fernsehserie, Folge 3x15)
- 2014: Happy Face Killer
- 2014: Sold
- 2015: Bone Tomahawk
- 2018: Rettet Flora – Die Reise ihres Lebens (Saving Flora)
- 2019: Mope
- 2019: Mob Town
- 2020: Spree
- 2022: Scream
- 2023: The Good Half
- 2023: The Storied Life of A.J.Fikry
- 2024: The Unholy Trinity

als Regisseur
- 2006: President Evil (The Tripper)

### Videospiele
- 2022: The Quarry

## Wrestling
- 1× WCW World Heavyweight Champion